# 예룬 데이셀블룸

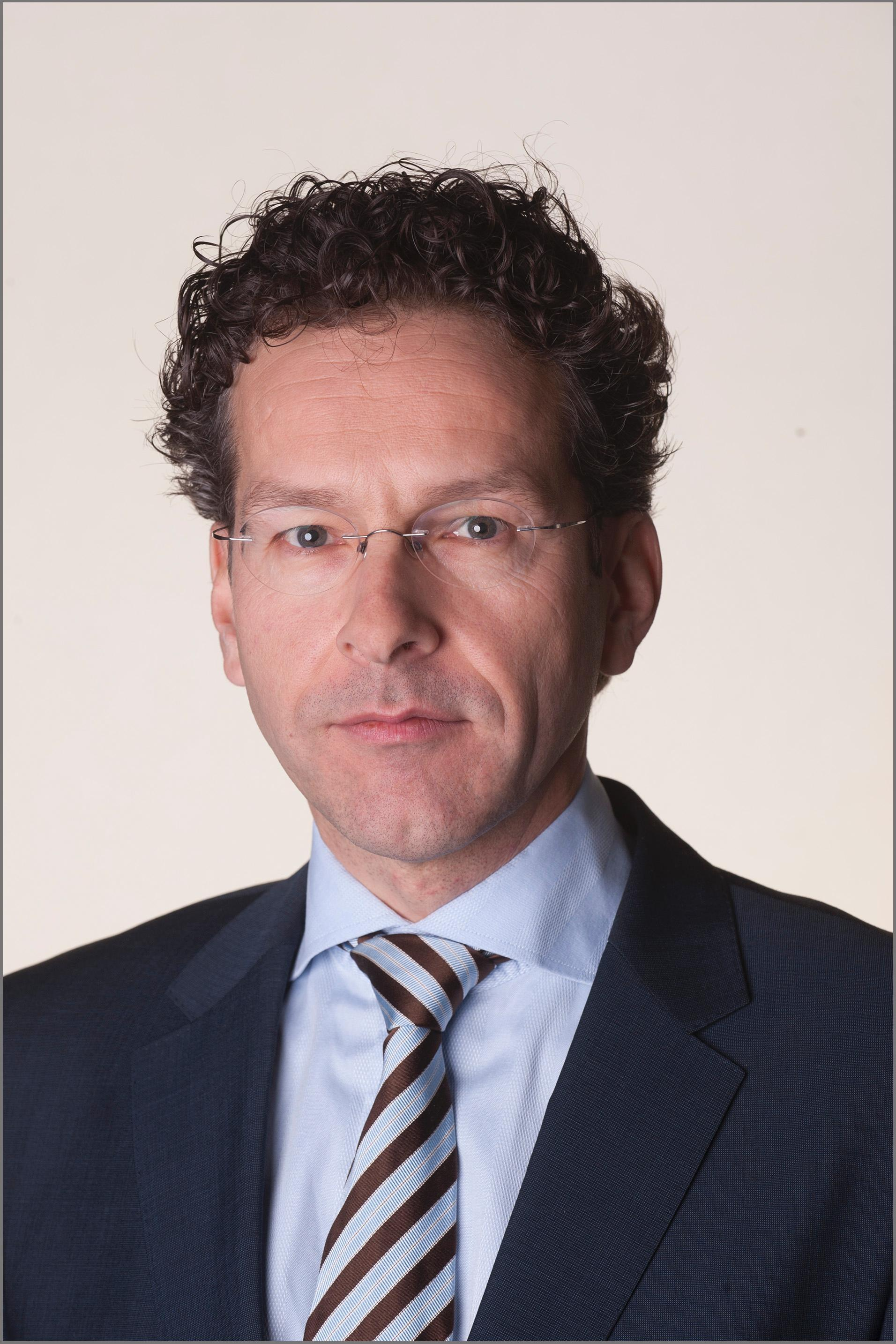
예룬 데이셀블룸

예룬 데이셀블룸(네덜란드어: Jeroen Dijsselbloem, 1966년 3월 29일 에인트호번 ~ )은 네덜란드의 정치인이다. 노동당 소속으로, 2012년 11월 5일부터는 네덜란드의 재무장관으로 재직중이다.